# Segundo Gabinete Montenegro
El XXV gobierno constitucional (en portugués: XXIV Governo Constitucional) es el gobierno de la República Portuguesa desde el 5 de junio de 2025, bajo la XVII legislatura de la Asamblea de la República. Liderado por el liberal-conservador Luís Montenegro y formado tras las elecciones anticipadas de 2025, está compuesto por 16 ministros.
Minoritario en la Asamblea de la República, está formada por una coalición entre el Partido Social Demócrata, el Centro Democrático y Social – Partido Popular y el Partido Popular Monárquico, denominada Alianza Democrática, frente a una Asamblea más nutrida por el partido de extrema derecha Chega! y con un Partido Socialista debilitado, cuyo secretario general Pedro Nuno Santos, dimitió la misma noche electoral por los pobres resultados obtenidos.
Sucede al XXIV gobierno constitucional, formado por el propio Montenegro antes del escándalo del caso Spinumviva que provocó el adelanto electoral a 2025. Gran parte de los ministros se han mantenido, aunque algunos titulares de carteras relevantes fueron cambiados como Margarida Blasco o Pedro Duarte.

## Gabinete Ministerial
Partido Social Demócrata
     Independientes
     Centro Democrático y Social – Partido Popular

### Primer ministro de la República Portuguesa
| Fotografía | Primer ministro | Período            | Período     | Partido | Partido |
| Fotografía | Primer ministro | Inicio             | Fin         | Partido | Partido |
| ---------- | --------------- | ------------------ | ----------- | ------- | ------- |
|            | Luís Montenegro | 5 de junio de 2025 | En el cargo |         |         |

### Ministerios
| Ministerio                              | Fotografía | Titular                        | Período            | Período     | Partido | Partido |
| Ministerio                              | Fotografía | Titular                        | Inicio             | Fin         | Partido | Partido |
| --------------------------------------- | ---------- | ------------------------------ | ------------------ | ----------- | ------- | ------- |
| Relaciones Exteriores                   |            | Paulo Rangel                   | 5 de junio de 2025 | En el cargo |         |         |
| Finanzas                                |            | Joaquim Miranda Sarmento       | 5 de junio de 2025 | En el cargo |         |         |
| Presidencia                             |            | António Leitão Amaro           | 5 de junio de 2025 | En el cargo |         |         |
| Economía y Cohesión Territorial         |            | Manuel Castro Almeida          | 5 de junio de 2025 | En el cargo |         |         |
| Reforma del Estado                      |            | Gonçalo Saraiva Matias         | 5 de junio de 2025 | En el cargo |         | Ind     |
| Asuntos Parlamentarios                  |            | Carlos Abreu Amorim            | 5 de junio de 2025 | En el cargo |         |         |
| Defensa Nacional                        |            | Nuno Melo                      | 5 de junio de 2025 | En el cargo |         |         |
| Infraestructuras y Vivienda             |            | Miguel Pinto Luz               | 5 de junio de 2025 | En el cargo |         |         |
| Justicia                                |            | Rita Júdice                    | 5 de junio de 2025 | En el cargo |         | Ind     |
| Administración Interna                  |            | Maria Lúcia Amaral             | 5 de junio de 2025 | En el cargo |         | Ind     |
| Educación, Ciencia e Innovación         |            | Fernando Alexandre             | 5 de junio de 2025 | En el cargo |         | Ind     |
| Salud                                   |            | Ana Paula Martins              | 5 de junio de 2025 | En el cargo |         |         |
| Trabajo, Solidaridad y Seguridad Social |            | Maria do Rosário Palma Ramalho | 5 de junio de 2025 | En el cargo |         | Ind     |
| Ambiente y Energía                      |            | Graça Carvalho                 | 5 de junio de 2025 | En el cargo |         |         |
| Cultura, Juventud y Modernización       |            | Margarida Balseiro Lopes       | 5 de junio de 2025 | En el cargo |         |         |
| Agricultura y Mar                       |            | José Manuel Fernandes          | 5 de junio de 2025 | En el cargo |         |         |